# Strophicus
Lo strophicus è un neuma utilizzato nella notazione del canto gregoriano.

Nella notazione corsiva ha la forma di un piccolo uncino che ha la stessa origine etimologica dell'apostrofo moderno.
Si può pensare che indichi una piccolissima variazione di altezza, forse inferiore al semitono.
Lo strophicus non lo si incontra mai su una sillaba isolata. Entra talvolta nella composizione di altri neumi.

Lo strophicus appare:
- Solitamente in gruppo di due (distropha) o di tre (tristropha).
- Alla fine di un neuma per prolungarlo sulla stessa nota (è la forma oriscus).
- Davanti ad una distropha, solitamente alla terza inferiore.

## Distropha e tristropha
Distropha e tristropha corrispondono a una ripetizione sulla stessa nota, rispettivamente due o tre volte, questa ripetizione è leggera e rapida. La distropha non deve essere interpretata come un punctum di doppia durata, le due note devono farsi sentite.
Oggi questi neumi vengono interpretati senza variazione di altezza, ma originariamente è probabile che indicavano una piccola modulazione tra ogni nota, dando l'effetto di un lieve tremolio.

Questi due neumi sono sempre emessi al di sotto del semitono, su un do o un fa cosa che suggerisce che la ripercussione portava su questo semitono.
La notazione corsiva  suggerisce che questi due neumi sono ripercossi su ogni nota (due o tre), per un certo effetto vocale. Questo accento però non è un accento di durata, che sarebbe inudibile e nello stesso tempo  incompatibile con un neuma leggero. Le sole azioni possibili per segnare la ripercussione sono delle variazioni nell'intensità (attacco) ed eventualmente nell'altezza.
La notazione di Laon  trascrive quasi sempre l'ultimo strophicus con un tratto più lungo (il trociolo), ma non sempre. Al contrario la notazione di san Gallo segna un episema  sull'ultimo strophicus. Questa ripartizione suggerisce che l'ultimo strophicus tende ad essere più lungo dei precedenti.
La liquescenza è segnata sulle grafie corsive delle tristrophae, sia da san Gallo  che da Laon  ma questa indicazione non viene mai ripresa nella trascrizione quadrata.